# Фирмин Амьенский
Фирмин (или Фермин, лат. Firminus, исп. Fermín, 272, Pompaelo, Тарраконская Испания — 25 сентября 303, Амьен) — епископ Амьенский, священномученик, традиционно почитаемым как покровитель Наварры. День памяти в католической церкви — 7 июля и 25 сентября.

## Биография
Святой Фирмин родился в Испании в благородной семье. Он познакомился с Гоноратом, который был послан Сатурнином в Испанию проповедовать христианство. Фирмин был крещён святым Сатурнином и рукоположён в сан священника св. Хонестом. Отправившись в земли франков, он стал первым епископом Амьенской епархии и возвиг там храм.
Власти Амьена заключили его в тюрьму, а затем 25 сентября 303 года обезглавили.
С 6 по 14 июля в Памплоне проводится фестиваль Сан-Фермин — ежегодный праздник в честь Святого Фирмина. Самой знаменитой частью праздника является энсьерро — традиционный забег с быками по улицам города.

## Галерея

Статуи, посвящённые св. Фирмину
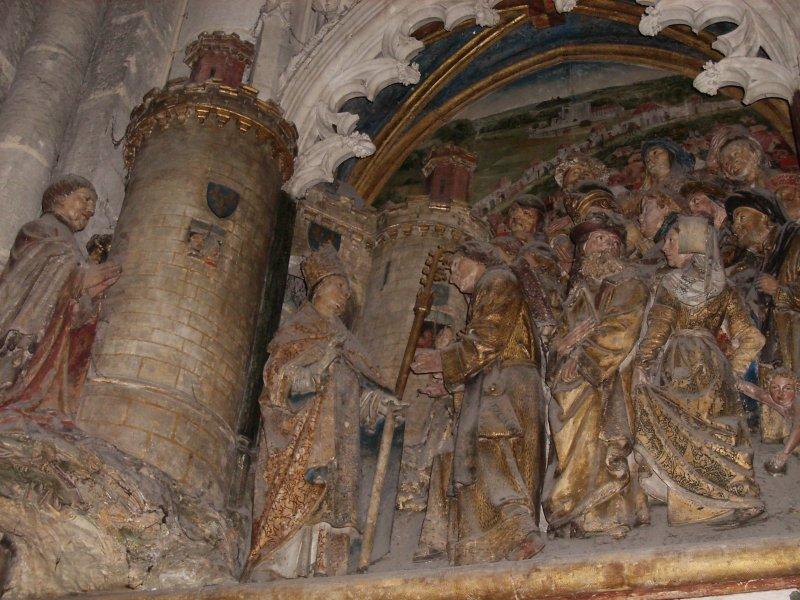
Вход Фирмина в Амьен
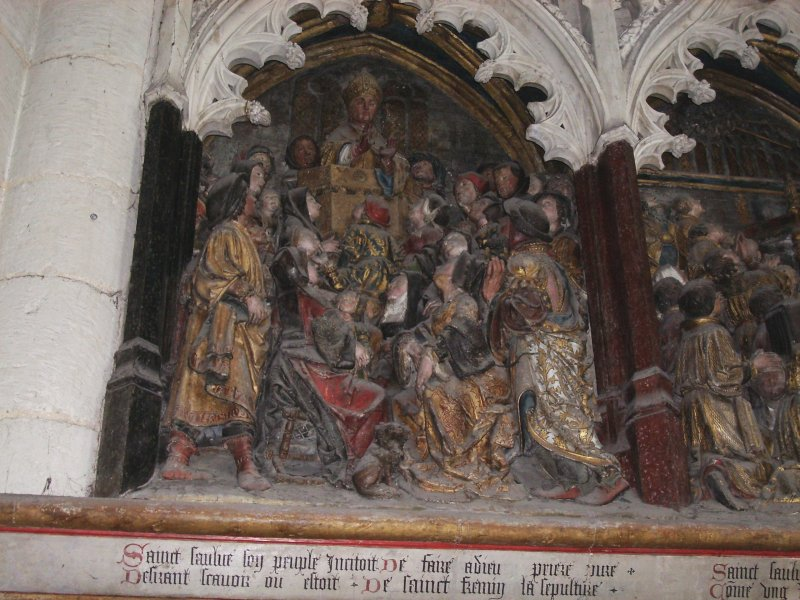
Обретение тела св. Фирмина по предсказания св. Сова (Salve), ставшего впоследствии епископом.
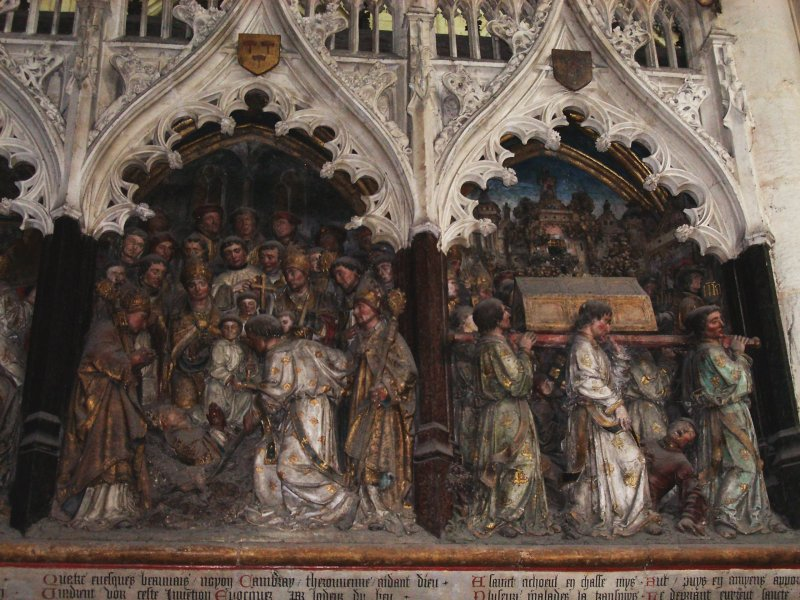
Обретение и перенесение мощей св.Фирмина.